# Tonoscolex kalimpongensis
Tonoscolex kalimpongensis — вид малощетинкових червів родини мегасколецид (Megascolecidae). Описаний у 2022 році.

## Поширення
Ендемік Індії. Відомий лише у типовому місцезнаходженні — Національний парк Долина Неори в окрузі Калімпонг у штаті Західна Бенгалія.

## Опис
Вид легко відрізнити за наявністю однієї пари сперматотекальних пор у міжсегментарній борозні 7/8.